# Loaded (spel)
Loaded är ett datorspel från 1996 utvecklat av Gremlin Interactive och utgivet av Interplay Entertainment. Spelet finns utgivet till bland annat Sega Saturn och Playstation. Spelet har också fått en uppföljare: ReLoaded.
I spelet styr spelaren någon av de sex figurerna som med våld ska försöka ta sig ut från ett dårhus.